# La Belle (Diskothek)

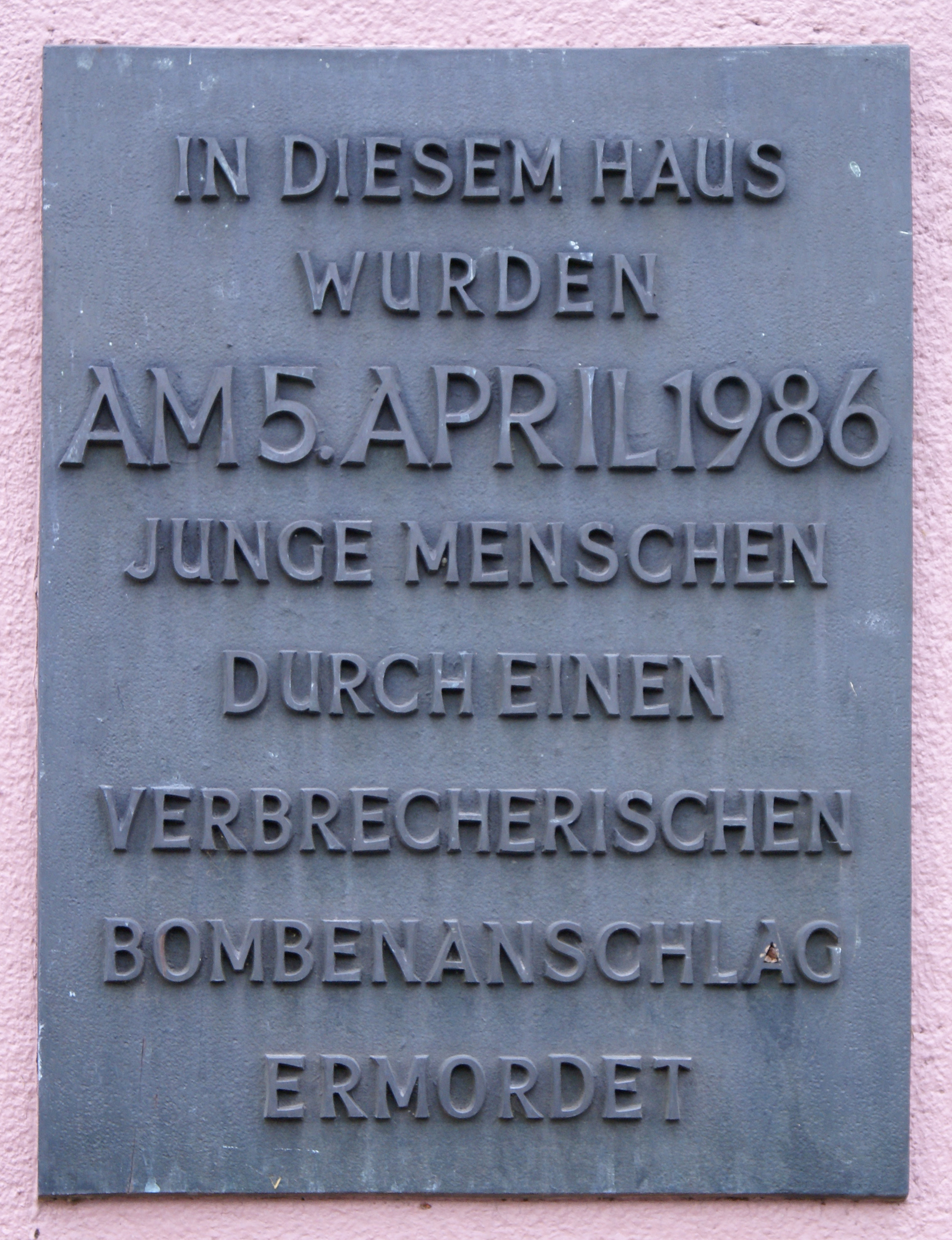
La-Belle-Gedenktafel an der Hauptstraße 78 in Berlin-Friedenau

La Belle war eine Diskothek in der Hauptstraße 78 im Berliner Ortsteil Friedenau, auf die in der Nacht vom 4. auf den 5. April 1986 ein Bombenanschlag verübt wurde, bei dem drei Menschen ums Leben kamen. Das Landgericht Berlin urteilte, dass der libysche Geheimdienst den Terroranschlag geplant und verübt hatte. Libyen unter Muammar al-Gaddafi musste insgesamt 315 Millionen Dollar an die Opfer und die Hinterbliebenen der Todesopfer zahlen. Der Anschlag wurde durch die DDR-Staatssicherheit unterstützt.

## Gebäude

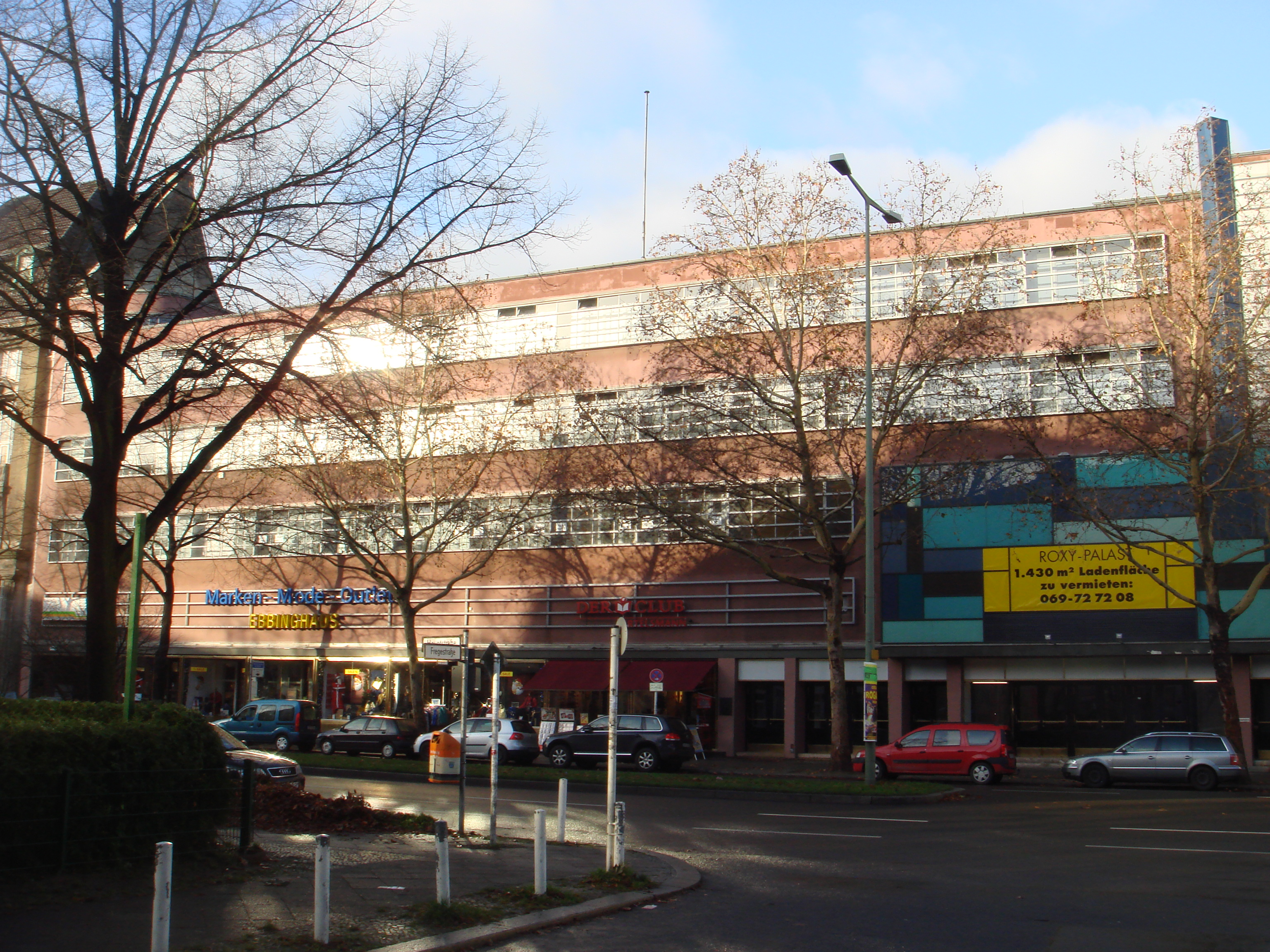
Der Roxy-Palast, in dessen Erdgeschoss sich die Diskothek La Belle befand

Das Gebäude, in dem sich das La Belle befand, wurde 1929 als Stahlskelettbau unter dem Namen Roxy-Palast als Büro- und Geschäftshaus mit angeschlossenem Kino mit 1106 Sitzplätzen erbaut. Es gilt als Hauptwerk der Neuen Sachlichkeit des Architekten Martin Punitzer. Im Geschäftstrakt des Gebäudes befand sich die Diskothek.

## Bombenanschlag
Das La Belle war eine bei den in West-Berlin stationierten US-Soldaten beliebte Diskothek. Verteilt über den Abend und die Nacht, die auf den Zahltag bei der US-Army folgte, befanden sich insgesamt rund 500 Besucher in dem Gebäude. Gegen 1:45 Uhr wurde der drei Kilogramm schwere, mit Nägeln und Eisenstücken versehene Sprengsatz durch einen elektronischen Zünder zur Explosion gebracht. Das überwiegend von afroamerikanischen Angehörigen der US-Streitkräfte besuchte Lokal, in dem sich zu diesem Zeitpunkt etwa 260 Gäste aufhielten, wurde zerstört. Der US-Soldat Kenneth T. Ford und die türkische Besucherin Nermin Hannay starben sofort, ein weiterer US-Soldat, James E. Goins, starb kurz darauf im Krankenhaus. 28 Menschen trugen schwere Verletzungen davon, rund 250 Anwesenden zerriss der Luftdruck das Trommelfell.
Die Diskothek wurde nach dem Anschlag nicht mehr weiterbetrieben.

## Täterschaft und Gerichtsverfahren
Westdeutschen und US-amerikanischen Ermittlungsergebnissen zufolge wurde das Attentat vom libyschen Volksbüro (Eigenbezeichnung der libyschen Botschaft) in Ost-Berlin organisiert. Nach der deutschen Wiedervereinigung stützten Akten des Ministeriums für Staatssicherheit (MfS) diese These. Das Bürgerbüro enthüllte, 1986 habe die Staatssicherheit der DDR sichergestellten Sprengstoff einem arabischen Terroristen wieder ausgehändigt im Wissen, dass dieser die Diskothek La Belle zerstören sollte.
An der Täterschaft Libyens wurden aber auch Zweifel geäußert. Es gab Ermittlungsergebnisse, die auf eine Beteiligung Syriens hindeuteten, wie die West-Berliner Polizei und das Außenministerium der Vereinigten Staaten 1988 mitteilten. In diesem Zusammenhang wurde eine 27 Jahre alte Deutsche Anfang 1988 in Lübeck festgenommen.
Im Jahr 1992 gab es eine erste Anklage gegen Drahtzieher des Attentats. Der Prozess wurde 1993 jedoch eingestellt. 1997 begann ein neuer Prozess, an dessen Ende im November 2001 das Landgericht Berlin die vier Täter verurteilte. Die Hauptschuldige Verena Chanaa wurde wegen dreifachen Mordes sowie versuchten Mordes zu 14 Jahren Haft verurteilt. Zunächst wurde die Bombe in der Wohnung Verena Chanaas von ihr, Yasser Shraidi und Ali Chanaa zusammengesetzt, der Sprengstoff wurde als libysches Diplomatengepäck nach West-Berlin gebracht. Verena Chanaa hatte die Bombe in einer Tasche in die Diskothek transportiert und den Zeitzünder aktiviert, behauptete jedoch, sie habe geglaubt, es handele sich bei dem Sprengkörper lediglich um eine Rauchbombe. Ihr Tatmotiv: Sie soll gehofft haben, dadurch die Gunst von Ali Chanaa, mit dem sie seit 1984 in Scheidung lebte, zurückzugewinnen. Dieser war 1982 vom MfS als IM angeworben worden. Verena und Ali Chanaa sollen laut vom MfS kopierten Quittungen auch Geld für den Anschlag erhalten haben. Wegen Beihilfe zu den Morden wurden Yasser Shraydi, Musbah Eter und Ali Chanaa zu 14 bzw. 12 Jahren Gefängnis verurteilt. Die fünfte Angeklagte Andrea Häusler, eine Schwester von Verena Chanaa, wurde freigesprochen. Musbah Eter wurde vom MfS als Spion Libyens identifiziert, nach Angaben der Strafverfolger war er der wichtigste Vertreter des libyschen Geheimdienstes an der Botschaft in Ost-Berlin.
Es gab eine Vielzahl von Rechtsanwälten, die für die Opfer des Anschlags im Gerichtsverfahren vor dem Landgericht Berlin gegen die Verantwortlichen als Nebenklägervertreter tätig waren. Maßgeblich für die Verurteilung der Angeklagten war neben dem Berliner Oberstaatsanwalt Detlev Mehlis der Berliner Rechtsanwalt Andreas Schulz. Er hat nicht zuletzt durch das Auffinden geheimer Dokumente erreicht, dass das Landgericht Berlin feststellte, es sei überzeugt, dass der libysche Geheimdienst den Anschlag geplant und verübt habe.
Die Staatsanwaltschaft ging gegen das Urteil in Revision, um eine lebenslange Freiheitsstrafe zu erreichen. Am 24. Juni 2004 bestätigte allerdings der 5. Strafsenat des Bundesgerichtshofes in Leipzig die Urteile des Landgerichts; sie wurden damit rechtskräftig. Der Bundesgerichtshof bestätigte den politischen Aspekt der Tat. Die Richter gaben dem Staat Libyen eine Mitverantwortung an dem Attentat. In der Urteilsbegründung heißt es, dass bei dem Strafmaß zu berücksichtigen sei, „dass nicht die eigentlichen Haupttäter – libysche Drahtzieher und Hintermänner – vor Gericht standen“. Nach Überzeugung des Gerichts hatten Beamte Libyens den Anschlag geplant und den Sprengstoff nach Berlin geschafft.
Ein US-Journalist glaubte, nach jahrelangen investigativen Recherchen die Identität des Täters herausgefunden zu haben, der die Bomben für den Anschlag auf die Diskothek La Belle in Berlin und auf das über Lockerbie abgestürzte Flugzeug gebaut haben soll. Abu Agila Mas’ud war ein Geheimdienst-Offizier unter Gaddafi und stand im Herbst 2015 in Tripolis vor Gericht für Verbrechen gegen die Bevölkerung Libyens. Er wurde auch beschuldigt, Bomben gebaut zu haben, die gegen Oppositionelle eingesetzt wurden.

## Reaktionen
Bereits am Tag nach dem Anschlag beschuldigte US-Präsident Ronald Reagan den libyschen Machthaber Muammar al-Gaddafi, das Attentat angeordnet zu haben, um damit die Versenkung zweier libyscher Kriegsschiffe durch US-amerikanische Streitkräfte im März 1986 im Rahmen der Operation Attain Document zu rächen. Zu diesem Schluss kam die US-amerikanische Regierung wohl durch im Rahmen der Operation Rubikon erlangte Informationen, da es ihr möglich war, die verschlüsselte Kommunikation der libyschen Botschaft mitzulesen. Am 12. April 1986 beschlossen die drei westlichen Alliierten für West-Berlin in Abstimmung mit dem Berliner Senat aufgrund des La-Belle-Anschlags umfangreiche Maßnahmen zum Schutz der Stadt. Am 13. April 1986 besuchte der libysche Außenminister Hassan al-Mansur Syrien. Die syrische Regierung gab bekannt, dass es im Falle einer US-Militäraktion Libyen unterstützen würde.
Am 14. April 1986 starteten auf den Luftwaffenstützpunkten Lakenheath und Upper Heyford in Großbritannien 24 Kampfflugzeuge mit Ziel Tripolis in Libyen. Es war der Beginn der Operation El Dorado Canyon, der Bombardierung der libyschen Hauptstadt Tripolis und der Stadt Bengasi, wodurch auch 15 Zivilisten getötet wurden. Ebenfalls verloren zwei US-amerikanische Soldaten ihr Leben. Es wird behauptet, dass dieser Vergeltungsschlag von Präsident Reagan einer der Gründe für den späteren Lockerbie-Anschlag auf den PanAm-Flug 103 am 21. Dezember 1988 gewesen sein soll.

## Entschädigungen
Da das Landgericht Berlin feststellte, dass der libysche Geheimdienst den Anschlag geplant und verübt hatte, gelang es den Opfern, das Auswärtige Amt dazu zu bewegen, sich zugunsten deutscher und anderer europäischer Geschädigter völkerrechtlich dafür einzusetzen, dass Libyen eine Entschädigung zahlt. Am 17. August 2003 signalisierte Libyen (vertreten durch die Gaddafi Foundation), dass es bereit sei, in Verhandlungen für Kompensationszahlungen für die nicht-amerikanischen Opfer einzutreten. Ein Jahr später, am 10. August 2004, willigte Libyen schließlich ein, insgesamt 35 Millionen US-Dollar an die 168 Opfer und Hinterbliebenen in Deutschland zu zahlen.
Die 79 US-amerikanischen Opfer und deren Hinterbliebene, vertreten durch Rechtsanwalt Andreas Schulz zusammen mit den US-amerikanischen Lawfirms PattonBoggs und Stein Mitchell & Mezzines, konnten erst vier Jahre später, im November 2008, eine Entschädigungszahlung in Höhe von 280 Millionen US-Dollar gegen Libyen durchsetzen. Im Vergleich zu den Entschädigungen, die die Gruppe der Nicht-US-Amerikaner erhielt, betrug die Entschädigungssumme der US-Staatsbürger ein Vielfaches, nämlich rund drei Millionen US-Dollar pro Person, von denen die US-Staatsbürger allerdings rund ein Drittel an die amerikanischen Anwälte abgeben mussten (Erfolgshonorarvereinbarung). Die Gruppe der Deutschen (nicht-US-Amerikaner) musste sich mit vergleichsweise geringen Schadenersatzzahlungen zufriedengeben, obgleich es hier gemäß den Verletzungen Unterschiede in der Entschädigungshöhe gegeben hat.